# رقص و تندرستی
رقص (پایکوبی) یک فعالیت بدنی تقویت کننده تندرستی است که امروزه بسیاری از مردم در سراسر جهان آن را در سبک زندگی خود گنجانده‌اند. این فعالیت بدنی برای برخی افراد که ممکن است به‌طور معمول سبک زندگی بدون جنب و جوشی داشته باشند جایگزین دیگری برای ورزش است. رقص برای تندرستی یک عامل مهم در پیشگیری، درمان و مدیریت در شرایط بیماری است که هم دارای سود فیزیکی و روانی است و هم ارتباطات اجتماعی را بهبود می‌بخشد. رقص یک هنر است که درمیان بسیاری از فرهنگ‌ها وجود دارد. رابطه میان رقص و تندرستی موضوع مطالعات زیادی بوده‌است که نشان می‌دهد پایکوبی یک ورزش سالم است. با این حال، رقص می‌تواند باعث بعضی ریسک‌های بهداشتی هم شود.

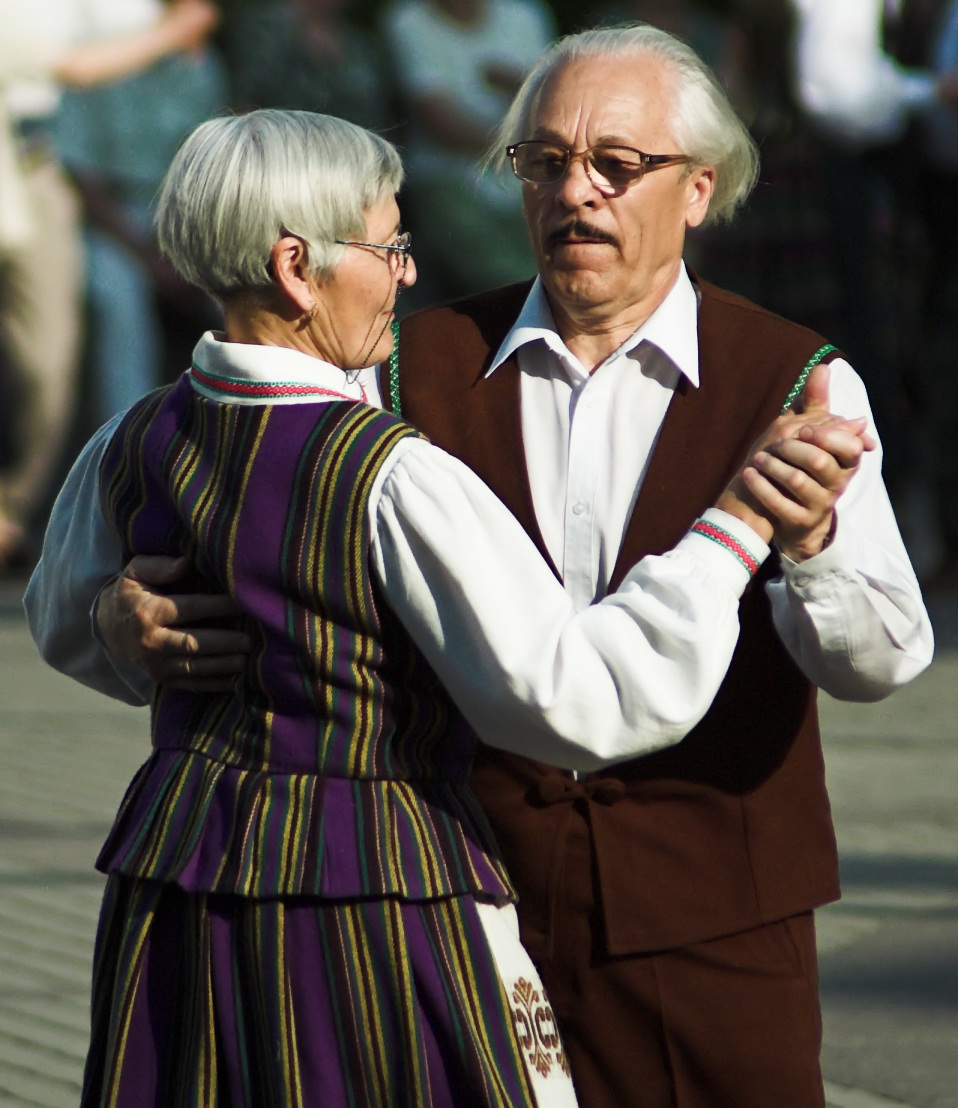
رقص یک ورزش سالم برای همه سنین است

## موارد استفاده از رقص

### تندرستی جسمی و آمادگی جسمانی

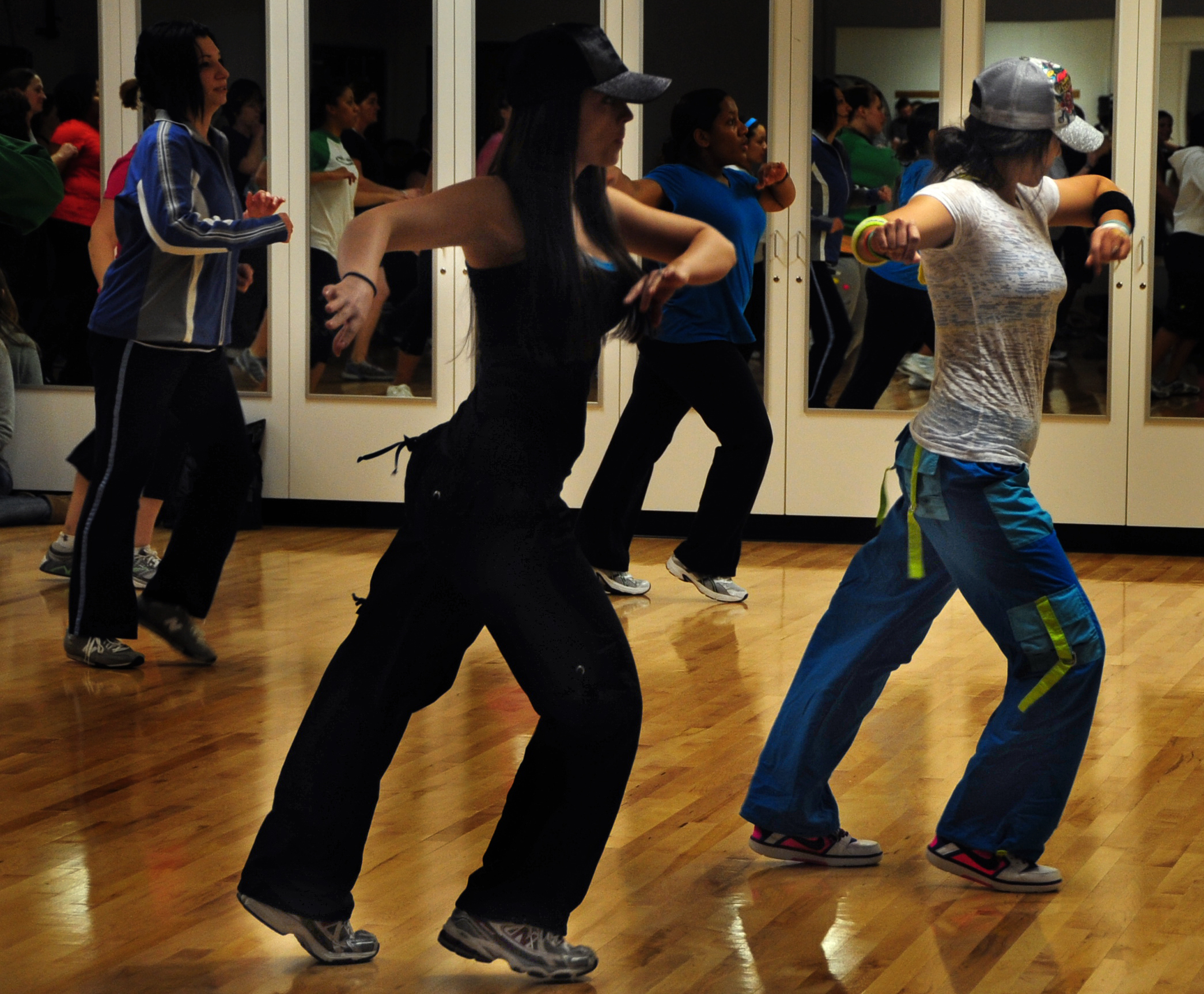
رقص زومبا.

رقص می‌تواند راهی برای تناسب اندام برای افراد در هر سن، شکل و اندازه باشد و طیف وسیعی از مزایای جسمی و روحی از جمله بهبود وضعیت قلب و ریه‌ها، افزایش قدرت عضلانی، استقامت و آمادگی جسمانی، افزایش آمادگی هوازی، بهبود تن و قدرت عضلانی، مدیریت وزن، استحکام استخوان‌ها و کاهش خطر پوکی استخوان، هماهنگی بهتر، چابکی و انعطاف‌پذیری، بهبود تعادل و آگاهی فضایی، افزایش اعتماد به نفس جسمی، بهبود عملکرد ذهنی، بهبود وضعیت عمومی و روانی، اعتماد به نفس بیشتر و عزت نفس، و مهارت‌های اجتماعی بهتر را به همراه بیاورد. اکثر شکل‌های رقص همراه با نرمش هوازی هستند و به همین خاطر می‌تواند خطر بیماری‌های قلبی عروقی را کاهش داده و به کنترل وزن، کاهش اضطراب کمک کند و مزایای دیگری را که معمولاً با آمادگی جسمانی مرتبط هستند، به همراه داشته باشد. علاوه بر این، مطالعات نشان داده‌است که رابطه قابل توجهی بین رقص و بهزیستی روانشناختی وجود دارد. بسیاری از تحقیقات دولتی، بهداشتی و آموزشی نشان می‌دهند که رقص برای تندرستی بسیار مهم است.

## مزایای رقص فرهنگی
با اینکه فعالیت بدنی نتایج بسیار مثبتی بر سلامت جسمی و روانی به همراه دارد. با این حال، عدم تحرک جسمی همچنان میان مردم رایج است. رقص، و به‌طور خاص رقص فرهنگی، نوعی فعالیت بدنی است که ممکن است مورد توجه برخی افراد باشد که سبک زندگی بدون تحرکی دارند.
صفحه‌های رقص در مقابله با چاقی در جوانان مفید هستند و به همین دلیل در بسیاری از مدرسه‌های مورد استقبال قرار می‌گیرد.
گزارش سال ۲۰۰۸ توسط پروفسور تیم واتسون و دکتر اندرو گرت از دانشگاه هرتفوردشایر، اعضای باله سلطنتی را با گروهی از شناگران ملی و بین‌المللی انگلیس مقایسه می‌کند. نمره رقصندگان در هفت قسمت از ده قسمت حوزه تناسب اندام بالاتر از شناگران بود. یک مطالعه ایتالیایی در سال ۲۰۰۶ نشان داد که رقص در مقایسه با سایر تمرینات هوازی مانند دوچرخه سواری، برای کسانی که دچار نارسایی قلبی هستند، دارای نتایج مثبت بهتری است که دلیل آن لذت‌بخش‌تر بودن (و بنابراین پایدارتر بودن) رقص است.
مطالعه ای در دانشگاه واشینگتن در دانشکده پزشکی سنت لوئیس در سال ۲۰۰۷ نشان داد تانگو آرژانتینی در بهبود تحرک مبتلایان به بیماری پارکینسون بهتر از کلاس ورزشی است. مطالعه ای که توسط دکتر پل دوگل در دانشگاه استراثکلاید در سال ۲۰۱۰ با تمرکز بر روی زنان مسن انجام شد، نشان داد که رقصندگان اسکاتلندی چابک‌تر و دارای پاهای قوی تر هستند و می‌توانند تندتر از افراد هم سن خود که در تمریناتی مانند شنا، پیاده‌روی، گلف شرکت می‌کنند، راه بروند.
برای افراد مبتلا به هایپرکلسترولمی، رقص - همراه با رژیم غذایی و داروهایی مانند استاتین - می‌تواند مزایای سلامتی مثبتی داشته باشد. رقص به عنوان یک ورزش هوازی سطح کلسترول خون را کاهش می‌دهد. رقصیدن به‌طور کلی قدرت و انعطاف‌پذیری عضلات را افزایش می‌دهد، که به نوبه خود دامنه کلی حرکت را بهبود می‌بخشد. پایکوبی همچنین قدرت کلی انسان را افزایش می‌دهد که می‌تواند تعادل، هماهنگی و وضعیت بدن را بهبود بخشد (که به نوبه خود باعث کاهش درد مکانیکی کمر می‌شود).

### تندرستی روان
رقص بر سلامت روان فرد تأثیر مثبت می‌گذارد. یک آزمایش کنترل تصادفی در سال ۲۰۱۳ با تمرکز بر اینکه آیا رقص بر سلامت روان و عزت‌نفس دختران نوجوان با مشکلات ذهنی تأثیر می‌گذارد، نشان داد که "... با وجود مشکلاتی مانند استرس و سایر چالش‌های بالقوه در یک دختر نوجوان، رقص می‌تواند منجر به پایبندی بالا و تجربه مثبت برای شرکت کنندگان شود ". دخترانی که در کلاسهای رقص شرکت می‌کردند بیشتر از کسانی که شرکت نمی‌کردند، سلامت روان و افزایش روحیه را گزارش می‌کردند و تا ۸ ماه پس از پایان کلاسها، تأثیرات مثبت ادامه داشت.
علاوه بر این، یک مطالعه در سال ۲۰۰۹ استفاده از رقص وو تائو به عنوان درمانی برای افراد مبتلا به زوال عقل اعلام کرد. نشان داده شد که رقص وو تائو به کاهش علائم تحریک در افراد مبتلا به زوال عقل کمک می‌کند. هماهنگی ذهنی پیچیده‌ای که با رقص همراه است، مدارهای حسی و حرکتی را فعال می‌کند؛ بنابراین، وقتی شخص می‌رقصد، مغز او، هم توسط صدای موسیقی تحریک می‌شود و هم توسط خود حرکات رقص تحریک می‌شود. تصویربرداری PET نشان می‌دهد که نواحی از مغز، از جمله قشر حرکتی، قشر حسی و گانگلیون پایه و مخچه، در حین یادگیری و رقص فعال می‌شوند. مزایای پایکوبی در مغز شامل بهبود حافظه و تقویت ارتباطات عصبی است. در نتیجه، نه تنها رقص می‌تواند به کاهش علائم مبتلایان به زوال عقل کمک کند، بلکه می‌تواند خطر ابتلا به زوال عقل را نیز کاهش دهد.
علاوه بر بهبود علائم زوال عقل و جلوگیری از زوال عقل، پایکوبی مکرر حتی می‌تواند به افزایش قدرت شناختی در افراد در هر سنی کمک کند. آن دسته از پایکوبی‌هایی که بیشترین تصمیمات در ثانیه را نیاز دارند، برای این منظور بسیار سودمندتر هستند و پایکوبی‌هایی که از الگوهای حفظ شده استفاده می‌کنند سود کمتری دارند. به همین دلیل، کسانی که نقش زوج را در رقص دارند فرصت بالاتری برای بهبود دقت شناختی خود دارند زیرا باید به دنبال پیروی از نفر اول رقص خود، در ثانیه ثانیه تصمیم بگیرند. کلید بهبود دقت شناختی، ایجاد ارتباطات عصبی جدید برای افزایش پیچیدگی سیناپس‌های عصبی ما است. نکته مهم دیگر این است که تکرار رقص اهمیت دارد. هرچه یک فرد بیشتر رقص کند، بهبود شناختی بیشتر می‌شود.
علاوه بر این، بسیاری از فرهنگ‌ها بر وجود ارتباط ذهنی و بدنی اعتقاد داشته و بسیاری از آن‌ها برای بهبود این ارتباط که اغلب آسیب دیده‌است، از رقص استفاده می‌کنند. امروزه رقص درمانی به عنوان درمانی برای حمایت عاطفی و درمانی برای بیماران پیشنهاد می‌شود، چراکه رقص به افراد امکان می‌دهد تا با درون خود ارتباط برقرار کنند.

## آسیب‌های رقص
خطرات گوناگونی در رقص حرفه ای وجود دارد که ناشی از طاقت فرسا بودن آن است. آسیب‌های ورزشی، آسیب کششی تکراری و اضطراب مزمن در محیط رقص حرفه‌ای از جمله این آسیب‌ها است. رقصندگان در طول زندگی حرفه ای خود آسیب می‌بینند و بسیاری در اواسط تا اواخر دهه ۳۰ زندگی از رقص حرفه‌ای بازنشسته می‌شوند. از آنجا که رقص یک هنر نمایشی با تأکید بر زیبایی‌شناسی است، رقصندگان نیز در معرض خطر بیشتری در مشکلات تصویر بدن و اختلالات خوردن مانند بی اشتهایی عصبی یا پرخوری هستند. بعضی از رقص‌ها، مانند باله، فضار زیادی روی بدن می‌گذارد. شایعترین آسیب به اندامهای تحتانی و خصوصاً مچ پا است.

## مطالعات علمی رقص و پایکوبی
علم رقص، مطالعه علمی رقص و رقصندگان و همچنین کاربرد عملی اصول علمی در رقص است که از اهداف آن بهبود عملکرد، کاهش آسیب، و بهبود رفاه و سلامتی است. رقص به سطح بالایی از مهارتهای بین فردی و حرکتی احتیاج دارد و با این وجود به نظر می‌رسد که بخش ذاتی از بشر نیز باشد.

## مشاغل مرتبط
رقص درمانی یا حرکت درمانی رقص نوعی درمان بیانی است که در آن برای از جنبش (و رقص) برای درمان شرایط عاطفی، شناختی، اجتماعی، رفتاری و جسمی استفاده می‌شود. بسیاری از متخصصان در ارائه آموزشهای کمکی یا درمانی یا بهبود نظم ذهنی به وسیله رقص و پایکوبی، تخصص دارند.